# Aechmea seideliana
Aechmea seideliana är en gräsväxtart som beskrevs av Wilhelm Weber. Aechmea seideliana ingår i släktet Aechmea och familjen Bromeliaceae. Inga underarter finns listade i Catalogue of Life.